# Scheldeprijs 2014
Lo Scheldeprijs 2014, centesima edizione della corsa, valido come evento dell'UCI Europe Tour 2014 categoria 1.HC, si svolse il 9 aprile 2014 per un percorso di 200,9 km. Fu vinto dal tedesco Marcel Kittel, che terminò la gara in 4h33'53" alla media di 44,01 km/h.
Furono 173 in totale i ciclisti che portarono a termine il percorso.

## Squadre e corridori partecipanti
| N.      | Cod. | Squadra                 |
| ------- | ---- | ----------------------- |
| 1-8     | GIA  | Team Giant-Shimano      |
| 11-18   | OPQ  | Omega Pharma-Quickstep  |
| 21-28   | LTB  | Lotto-Belisol           |
| 31-38   | ALM  | AG2R La Mondiale        |
| 41-48   | AST  | Astana Pro Team         |
| 51-58   | BEL  | Belkin Pro Cycling Team |
| 61-68   | BMC  | BMC Racing Team         |
| 71-78   | CAN  | Cannondale              |
| 81-88   | FDJ  | FDJ.fr                  |
| 91-98   | GRS  | Garmin-Sharp            |
| 101-108 | EUC  | Team Europcar           |
| 111-118 | KAT  | Katusha Team            |

| N.      | Cod. | Squadra                         |
| ------- | ---- | ------------------------------- |
| 121-128 | SKY  | Team Sky                        |
| 131-138 | TFR  | Trek Factory Racing             |
| 141-148 | AND  | Androni Giocattoli-Venezuela    |
| 151-158 | COF  | Cofidis, Solutions Credits      |
| 161-168 | IAM  | IAM Cycling                     |
| 171-178 | MTN  | MTN-Qhubeka                     |
| 181-188 | YEL  | Neri Sottoli                    |
| 191-198 | RVL  | RusVelo                         |
| 201-208 | TNE  | Team NetApp-Endura              |
| 211-218 | TSV  | Topsport Vlaanderen-Baloise     |
| 221-228 | UHC  | UnitedHealthcare Pro Cycling T. |
| 231-238 | WGG  | Wanty-Groupe Gobert             |

## Ordine d'arrivo (Top 10)
| Pos. | Corridore           | Squadra       | Tempo    |
| ---- | ------------------- | ------------- | -------- |
| 1    | Marcel Kittel       | Giant         | 4h33'53" |
| 2    | Tyler Farrar        | Garmin-Sharp  | s.t.     |
| 3    | Danny van Poppel    | Trek Factory  | s.t.     |
| 4    | Alessandro Petacchi | Omega Pharma  | s.t.     |
| 5    | Sam Bennett         | NetApp-Endura | s.t.     |
| 6    | Davide Appollonio   | AG2R La Mon.  | s.t.     |
| 7    | Danilo Napolitano   | Wanty-Gobert  | s.t.     |
| 8    | Andrea Guardini     | Astana        | s.t.     |
| 9    | Yannick Martinez    | Europcar      | s.t.     |
| 10   | Matteo Pelucchi     | IAM Cycling   | s.t.     |